# Sintesi sottrattiva (musica elettronica)
Per sintesi sottrattiva ci si riferisce ad un modello di sintesi sonora utilizzata nella musica elettronica nella quale una sorgente sonora (oscillatori o parziali) ricca di armoniche, viene filtrata da un punto di vista spettrale "sottraendo" o modulando da essa bande di frequenze o singole parziali. Gli aspetti più interessanti vengono evidenziati attraverso il processo dinamico successivo, ovvero quando questa operazione di filtraggio si sviluppa durante l'evoluzione temporale del segnale: questo processo temporale è demandato a particolari amplificatori, i generatori di inviluppo, che possono modificare sia il volume del suono che la sua banda di frequenza.
La sintesi sottrattiva è una tecnica semplice: infatti, i primissimi sintetizzatori elettronici videro la luce negli anni sessanta ed erano tutti di questo tipo.